# Восточные шошоны

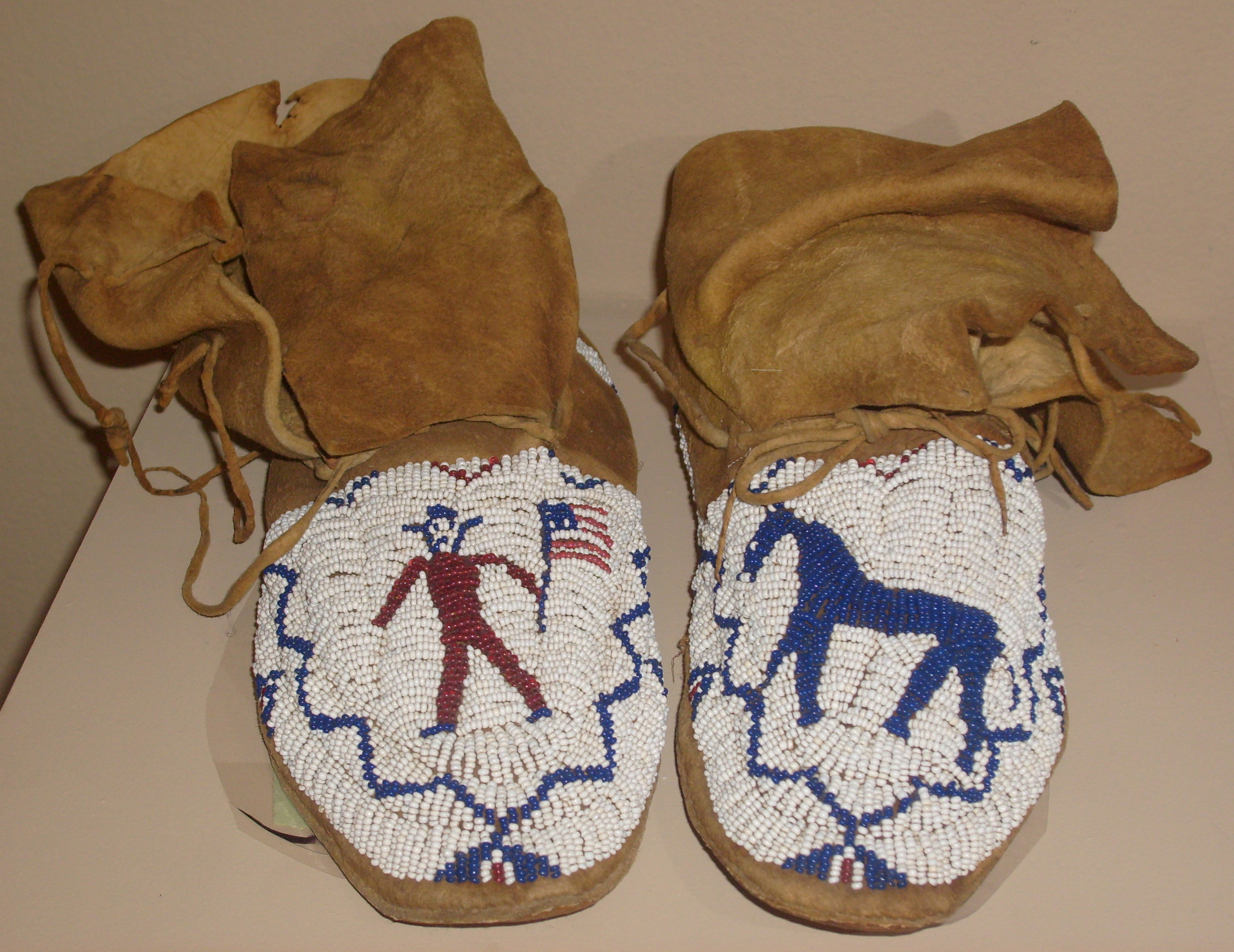
Мокасины восточных шошонов, 1900 г.

Восточные шошоны, снейки, шошоны Уинд-Ривер (англ. Eastern Shoshone) — индейское племя в США.

## История
Восточные шошоны являются отдельной ветвью индейского народа шошонов. Шошоны, как и родственные им юты и паюты, говорят на языках юто-ацтекской языковой семьи и являются исконными обитателями Большого бассейна. В XVII веке некоторые группы шошонов в процессе миграции достигли Великих Равнин на востоке современного штата Вайоминг. Часть из них продвинулась ещё дальше на восток и юг и, достигнув в итоге Техаса, прославились в истории под именем команчей. Другие расселились в центральном и восточном Вайоминге и уже в XIX веке стали известны американцам как восточные шошоны. Они немного позже, чем их сородичи - команчи освоили коневодство и конную охоту на бизонов. В начале XVIII века отдельные племенные группы восточных шошонов уже кочевали вдоль склонов Скалистых гор по территории Великих Равнин, от Альберты до реки Арканзас, другие на Равнины выдвигались только в период сезонной охоты на бизонов. В конце XVIII — первой половине XIX веков, когда на запад Великих равнин из долины Миссури мигрировали племена шайеннов и арапахо, а позднее лакота, все общины и племенные группы восточных шошонов вернулись на запад от Скалистых гор и осели в долине реки Грин-Ривер в западном Вайоминге.
В разное время восточные шошоны враждовали с большинством своих соседей, с некоторыми, например с племенами союза черноногих (пикани, сиксика и кайна) вражда не утихала никогда. Среди их врагов были уже упомянутые шайенны, арапахо, лакота, а также кроу, арикара, ассинибойны, гровантры, равнинные кри, сарси, хидатса, не-персе и даже родственные им юты. В то же время, союзнические отношения с ктунаха не нарушались.
В отличие от команчей, с белыми людьми восточные шошоны поддерживали мир, стычки случались крайне редко и потому переселенцы, двигавшиеся в середине XIX века через Равнины по Орегонской тропе на запад, после проезда форта Ларами могли чувствовать себя в относительной безопасности. Во второй половине XIX века восточные шошоны принимали участие в сражениях на стороне армии США против традиционно враждебных им индейцев Равнин. Существовали два основных военных общества — Желтые макушки (молодёжь, шли в авангарде) и Брёвна (зрелые бойцы, шли в арьергарде).
С 1868 года поселены в резервацию Уинд-Ривер, где большинство восточных шошонов проживают и поныне.

## Известные представители
- Вашаки — самый известный вождь восточных шошонов.